# Festival international du film fantastique et de science-fiction de Paris
Festival international du film fantastique et de science-fiction de Paris (Festivalul International de Film Fantastic și Științifico-Fantastic de la Paris) a fost un festival de film creat de Alain Schlockoff (fondatorul revistei L'Écran fantastique și Vendredi 13) la începutul anilor 1970.
Prima  ediție a festivalului a avut loc în mai 1972 , la Théâtre Nanterre-Amandiers sub numele Convention du cinéma fantastique. După 2 ani, după ce are loc în Le Palace și apoi în Palais des Congrès,  festivalul s-a mutat în Grand Rex  unde a avut loc timp de 12 ani.
Premiul principal a fost "Licorne d'or (Unicornul de Aur)".

## Filme care au primitLicorne d'or
Titlurile filmelor sunt listate în limba franceză și în original; mai este listat regizorul și țara de producție. În 1979 premiul s-a acordat de două ori. 
- 1973 : Asylum de Roy Ward Baker / Regatul Unit
- 1974 : The Wicker Man de Robin Hardy / Regatul Unit
- 1975 : Les Insectes de feu (Bug) de Jeannot Szwarc / Statele Unite
- 1976 : La Course à la mort de l'an 2000 (Death Race 2000) de Paul Bartel / Statele Unite
- 1977 : Soudain les monstres (The Food of the Gods) de Bert I. Gordon / Statele Unite
- 1978 : Le Crocodile de la mort (Eaten Alive) de Tobe Hooper / Statele Unite
- martie 1979 : Halloween, La Nuit des Masques (Halloween) de John Carpenter / Statele Unite
- noiembrie 1979 : Dracula (Dracula) de John Badham / Statele Unite - Regatul Unit
- 1980 : La Nuit de la métamorphose (Izbavitelj) de Krsto Papic / Iugoslavia
- 1981 : Mad Max de George Miller / Australia
- 1982 : Montclare: Rendez-vous de l'horreur (Next of Kin) de Tony Williams / Australia - Noua-Zeelandă
- 1983 : Xtro de Harry Bromley Davenport / Regatul Unit
- 1984 : Death Warmed Up de  David Blyth / Australia - Noua-Zeelandă
- 1986 : House de Steve Miner / Statele Unite; Prix gore: Le Jour des morts-vivants (Day of the Dead) de George A. Romero / Statele Unite
- 1987 : Evil Dead 2 de Sam Raimi / Statele Unite; Prix gore : Street Trash de Jim Muro / Statele Unite
- 1988 : Aux frontières de l'aube (Near Dark) de Kathryn Bigelow / Statele Unite
- 1989 : Santa sangre de Alejandro Jodorowsky / Mexic